# Carbonia Calcio 1986-1987
Questa voce raccoglie le informazioni riguardanti il Carbonia Calcio nelle competizioni ufficiali della stagione 1986-1987.

## Rosa
| N. |                   | Ruolo | Calciatore         |
| -- | ----------------- | ----- | ------------------ |
|    | Italia (bandiera) | A     | Claudio Aloia      |
|    | Italia (bandiera) | D     | Gianluca Arru      |
|    | Italia (bandiera) | A     | Fausto Belli       |
|    | Italia (bandiera) | C     | Fernando Bianchini |
|    | Italia (bandiera) | C     | Bruno Conca        |
|    | Italia (bandiera) | P     | Giovanni Falessi   |
|    | Italia (bandiera) | A     | Adriano Gessa      |
|    | Italia (bandiera) | D     | Eligio Ibba        |
|    | Italia (bandiera) | D     | Giorgio Melis      |
|    | Italia (bandiera) | D     | Fulvio Mezzena     |

| N. |                   | Ruolo | Calciatore                |
| -- | ----------------- | ----- | ------------------------- |
|    | Italia (bandiera) | D     | Giuseppe Mura             |
|    | Italia (bandiera) | D     | Francesco Antonio Picconi |
|    | Italia (bandiera) | C     | Antonio Podda             |
|    | Italia (bandiera) | A     | Antonio Poma              |
|    | Italia (bandiera) | A     | Luca Rivetta              |
|    | Italia (bandiera) | C     | Claudio Sanna             |
|    | Italia (bandiera) | C     | Roberto Serra             |
|    | Italia (bandiera) | D     | Fabio Todde               |
|    | Italia (bandiera) | P     | Mauro Toffolon            |